# Trofeo Ciudad de Linares 2014
El Trofeo Ciudad de Linares 2014 es la V Edición del Trofeo Ciudad de Linares. En esta edición no participará el equipo anfitrión debido al bajo nivel por lo que jugarán cuatro canteras de equipos ACB que en esta edición serán: Unicaja S.D., C.B. Gran Canaria, Cajasol Banca Cívica y el F.C. Barcelona. Este torneo conmemora el Día de Andalucía y se disputará los días 1 y 2 de marzo de 2014.
Los partidos se jugarán como en las anteriores ediciones, en el Pabellón Julián Jiménez Serrano.

## Sistema de competición
El torneo consiste en dos semifinales y los ganadores se batirán en la final y los perdedores pelearán por el tercer y cuarto puesto.

## Cuadro
|  | Semifinal            | Semifinal            |    |                   | Final          | Final |  |
|  |                      |                      |    |                   |                |       |  |
|  |                      |                      |    |                   |                |       |  |
|  | 1 de marzo           |                      |    |                   |                |       |  |
|  | Unicaja S.D.         | 101                  |    |                   |                |       |  |
|  | C.B. Gran Canaria    | 70                   |    |                   |                |       |  |
|  |                      |                      |    |                   |                |       |  |
|  |                      |                      |    |                   | 2 de marzo     |       |  |
|  |                      |                      |    |                   | Unicaja S.D.   | 88    |  |
|  |                      | Cajasol Banca Cívica | 84 |                   |                |       |  |
|  |                      |                      |    |                   |                |       |  |
|  |                      |                      |    |                   |                |       |  |
|  |                      |                      |    |                   | 3º y 4º Puesto |       |  |
|  | 1 de marzo           | 1 de marzo           |    | 2 de marzo        | 2 de marzo     |       |  |
|  | Cajasol Banca Cívica | 88                   |    | C.B. Gran Canaria | 60             |       |  |
|  | F.C. Barcelona       | 87                   |    |                   | F.C. Barcelona | 80    |  |

### Semifinales
| 27 de febrero | Unicaja S.D.                                      | 101–70                                | C.B. Gran Canaria                     |                                                    |  |
| 18:00         | Parciales: 21-17, 24-17, 34-12, 21-24             | Parciales: 21-17, 24-17, 34-12, 21-24 | Parciales: 21-17, 24-17, 34-12, 21-24 |                                                    |  |
|               | Estadísticas José Alberto Jiménez 20 Bruno Diatta | Pts Reb                               | Estadísticas Alberto Padrón 14        | Pabellón: Pabellón Julián Jiménez Serrano, Linares |  |

| 27 de febrero | Cajasol Banca Cívica                          | 88–87                                         | F.C. Barcelona                                |                                                    |  |
| 20:30         | Parciales: 14-17, 19-17, 16-16, 21(18)-20(17) | Parciales: 14-17, 19-17, 16-16, 21(18)-20(17) | Parciales: 14-17, 19-17, 16-16, 21(18)-20(17) |                                                    |  |
|               | Estadísticas Carlos Hidalgo 19                | Pts                                           | Estadísticas Nedim Dedovic 24                 | Pabellón: Pabellón Julián Jiménez Serrano, Linares |  |

### 3º y 4º Puesto
| 28 de febrero | C.B. Gran Canaria                     | 60–80                                 | F.C. Barcelona                        |                                                    |  |
| 10:30         | Parciales: 10-27, 18-15, 17-18, 15-20 | Parciales: 10-27, 18-15, 17-18, 15-20 | Parciales: 10-27, 18-15, 17-18, 15-20 |                                                    |  |
|               | Estadísticas Alberto Artiles 15       | Pts                                   | Estadísticas Ramón Villa 19           | Pabellón: Pabellón Julián Jiménez Serrano, Linares |  |

### Final
| 2 de marzo | Unicaja S.D.                          | 88–84                                 | Cajasol Banca Cívica                  |                                                                                 |  |
| 12:30      | Parciales: 19-20, 30-25, 28-21, 11-18 | Parciales: 19-20, 30-25, 28-21, 11-18 | Parciales: 19-20, 30-25, 28-21, 11-18 |                                                                                 |  |
|            | Estadísticas Francis Alonso 15        | Pts                                   |                                       | Pabellón: Pabellón Julián Jiménez Serrano, Linares Asistencia: 500 espectadores |  |

## Jugadores destacados
- Datos: Q20021875